# David Blacha
David Blacha (Wickede, 22 ottobre 1990) è un ex calciatore polacco con cittadinanza tedesca, di ruolo centrocampista.

## Carriera

### Nazionale
Ha giocato nelle nazionali giovanili polacche Under-16, Under-17, Under-18 ed Under-19.

## Palmarès

### Club

#### Competizioni nazionali
- 3. Liga: 2

Sandhausen: 2011-2012
Osnabrück: 2018-2019